# Betta splendens
El batallaire (Betta splendens) és una espècie de peix d'aigua dolça de la família Osphronemidae nadiu de les conques dels rius Chao Phraya i Mekong, incloent-hi Tailàndia, Laos, el Vietnam i Cambodja. Ha estat introduït al Brasil, Colòmbia, la República Dominicana, Indonèsia, Malàisia i Singapur

## Morfologia
Els mascles fan al voltant de 6,5-7,5 cm de llargària total i les femelles són més petites. La seva forma corporal és aerodinàmica, la qual cosa li permet lliscar suaument i sense esforç a través de l'aigua. Està cobert d'escates, les quals creixen des de la pell i se superposen les unes a les altres d'una manera semblant a les teules del sostre d'una casa. Aquestes escates són primes i transparents i l'ajuden a protegir el cos de lesions i optimitzar la natació. Presenta una capa de mucositat a les escates per protegir-li de paràsits i infeccions, i, a més, proporcionar-li una suavitat extra i contrarestar la resistència de l'aigua. Tenen una aleta caudal, una de dorsal, dues de pelvianes, una d'anal i dues de pectorals. Els exemplars salvatges tenen les aletes molt més curtes. Tenen un òrgan anomenat "laberint" amb el qual poden respirar aire a la superfície de l'aigua. En estat salvatge, utilitza la seva coloració per protegir-se dels depredadors i atreure les seues parelles. Tot i així, els exemplars silvestres no tenen els colors vermell brillant, verd llima o blau dels seus homòlegs domesticats i criats selectivament. Té una longevitat de dos anys.

## Ecologia
És un peix d'aigua dolça (aigües estancades de les planes d'inundació, canals, arrossars i rius de mitjans a grans), bentopelàgic i de clima tropical (24 °C-30 °C; 22°N-8°N, 99°E-107°E). Durant l'estació seca, és capaç de sobreviure enterrat en cavitats humides del fons (amb només fang o llot) fins que l'aigua retorna al seu hàbitat durant l'estació humida.
Es nodreix principalment d'insectes caiguts a l'aigua i, també, de zooplàncton i de larves de mosquits i d'altres insectes. A causa del seu ràpid metabolisme, li cal menjar sovint i en petites quantitats d'altres matèries (com ara, algues) per a mantenir-lo fins al seu proper àpat.
L'aparellament s'inicia amb el mascle construint un niu de bombolles. Per a bastir-lo, el mascle neda vers la superfície, pren una glopada d'aire i escup un moc recobert de bombolles d'aire. A continuació, pren ràpidament una nova bombolla d'aire i l'allibera a prop de la primera. Aquest procés continua durant hores, amb pauses ocasionals per a menjar o festejar la femella. Després d'un temps, el niu comença a prendre una forma definida, tot i que la forma i la mida varia entre nius fets per diferents mascles. Una vegada que el niu és acabat, comença un festeig molt intens entre el mascle i la femella: el mascle encalça agressivament la femella per tractar de portar-la al niu i pot ser molt violent si la femella no ho fa de forma voluntària (moltes vegades, les aletes de la femella poden acabar esquinçades i, fins i tot, amb algunes escates arrencades). Després de la fresa, el mascle protegeix el niu i té cura dels ous fins que neixen els alevins al cap de 24 o 48 hores més tard (depenent de la temperatura de l'aigua). El seu zel paternal arriba fins a l'extrem que és capaç d'atacar la femella si aquesta comparteix un mateix espai tancat amb ell (com ara, un aquari). Així mateix, cal separar el mascle dels alevins una vegada que s'han desclòs dels ous, ja que podria menjar-se'ls. Les cries no comencen a mostrar els colors i la forma de les aletes definitius fins que tenen, si fa no fa, tres mesos d'edat i arriben a la maduresa sexual al voltant de cinc mesos.
Una de les característiques més conegudes d'aquesta espècie és el seu instint per la lluita: els mascles, amb més freqüència que les femelles, lluiten els uns contra els altres per defensar els seus territoris. A Àsia, aquesta animositat contra els exemplars de la seva mateixa espècie és aprofitada per a escenificar lluites en les quals s'aposten quantitats considerables de diners (als Estats Units estan prohibides). Els exemplars salvatges rarament es barallen entre si durant més de quinze minuts, mentre que les varietats criades en captivitat i que ho fan durant un temps inferior a una hora són considerades de baix rendiment.
La seva amenaça principal és la degradació del seu hàbitat a causa de l'agricultura intensiva i la contaminació, sobretot a Tailàndia. A més, l'aparellament d'exemplars escapats de granges amb exemplars silvestres i amb altres espècies del mateix gènere (com ara, Betta smaragdina i Betta imbellis) suposa un empobriment genètic.

## En l'aquari
Les diferents varietats d'aquesta espècie són molt populars en aquariofília, tot i que la tinença de més d'un mascle en aquaris molt petits provoca problemes, ja que tendeixen a lluitar entre ells. Tot i així, el millor és encabir diverses femelles per un sol mascle en un aquari que faci com a mínim 60 cm de llargada.

## Galeria

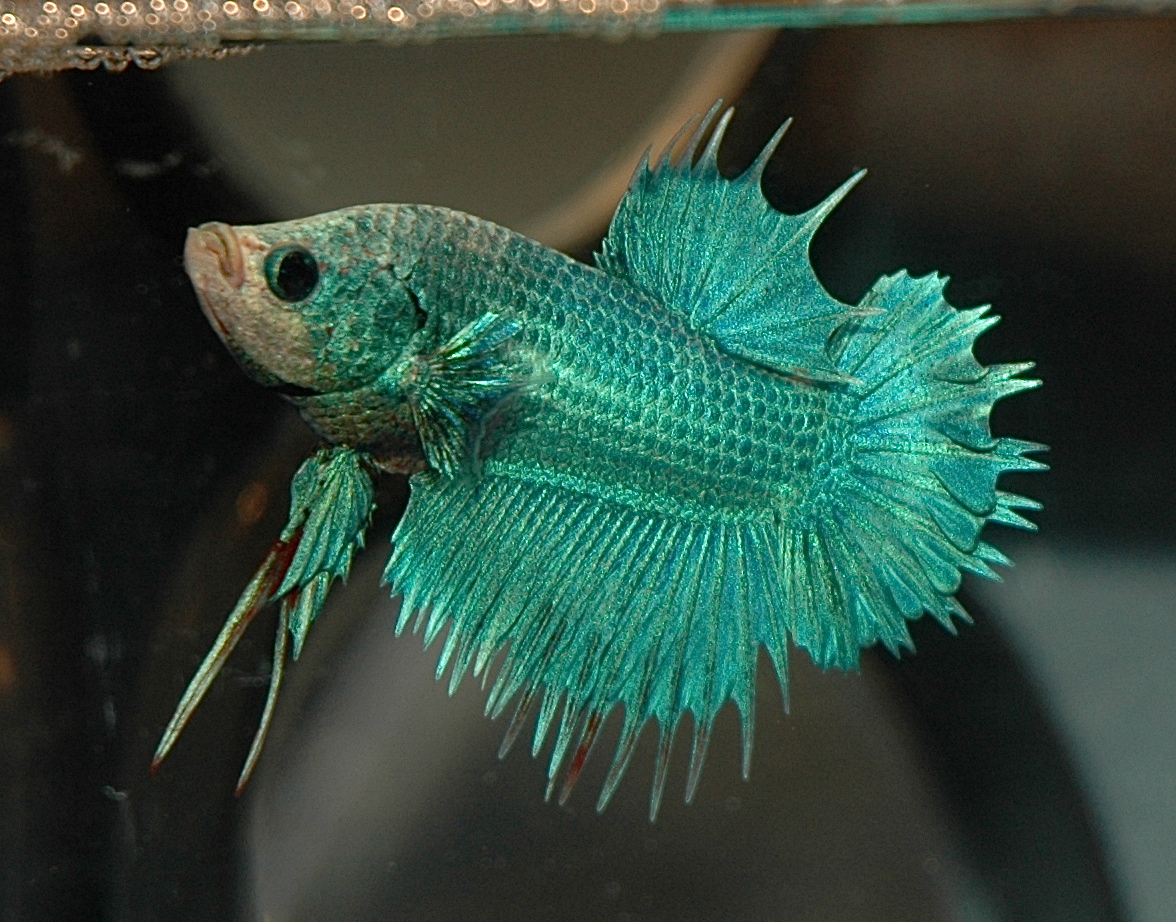
Mascle
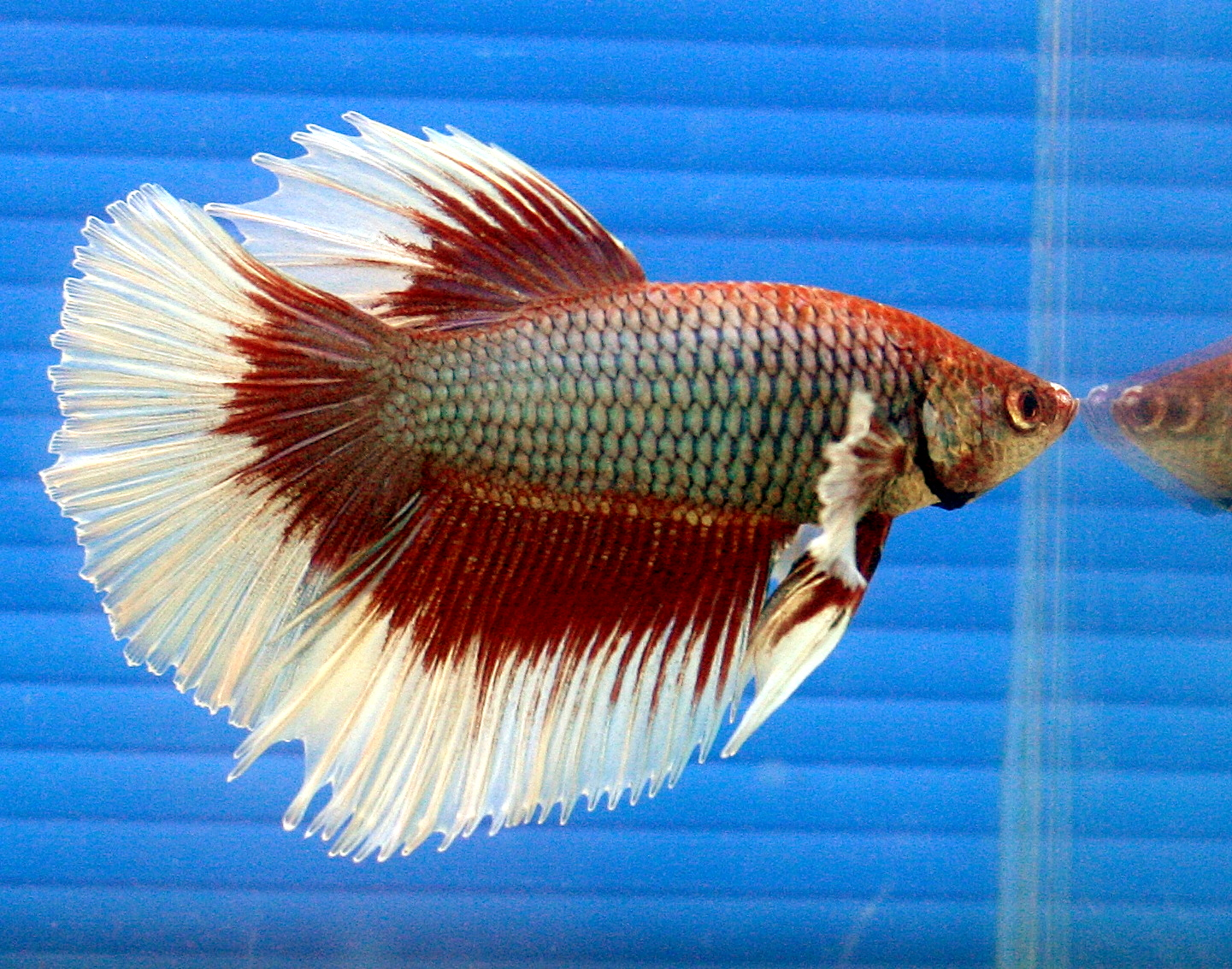
Batallaire en una exposició a Tailàndia
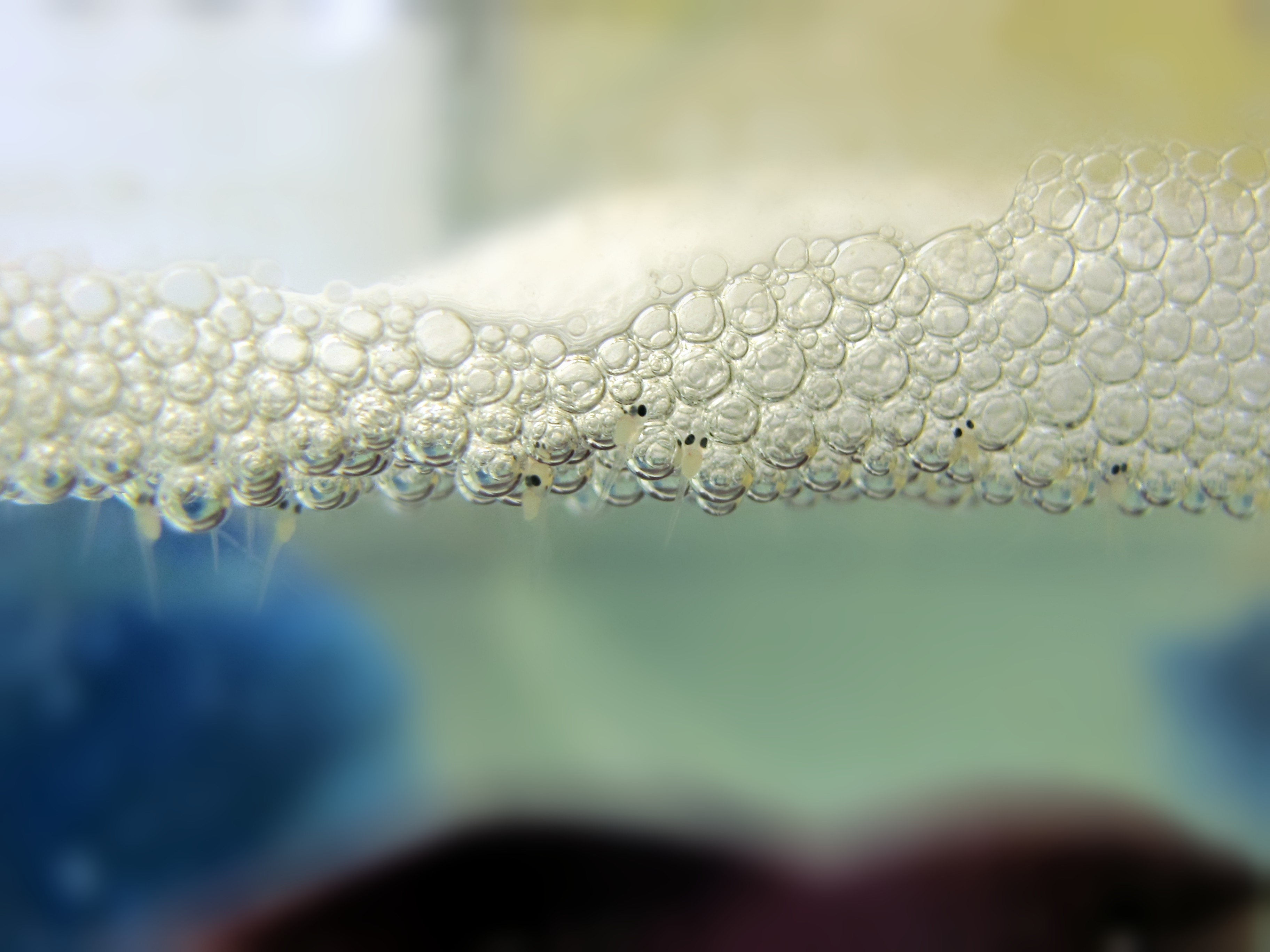
Alevins d'11 dies d'edat en un niu de bombolles
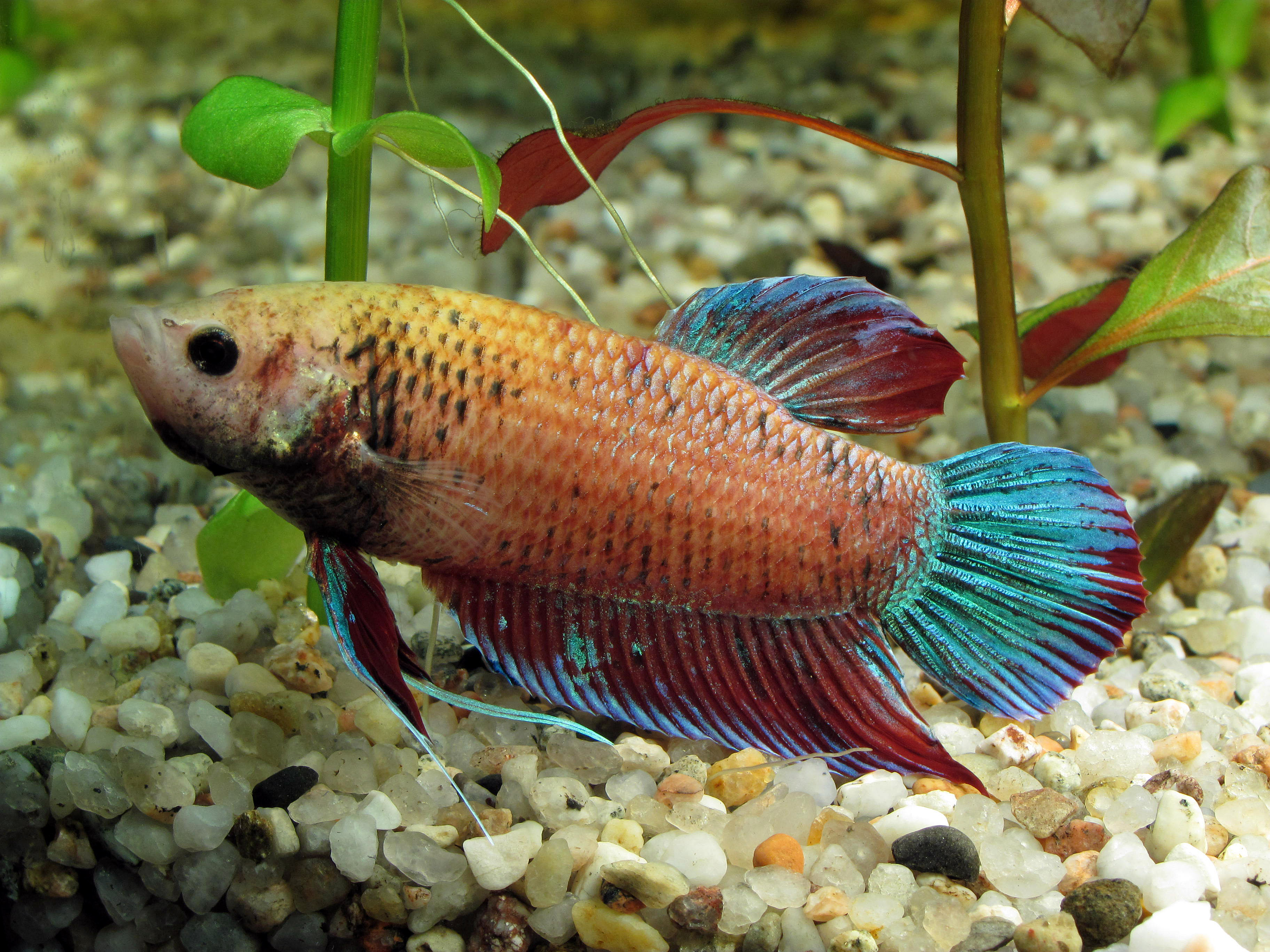
Femella
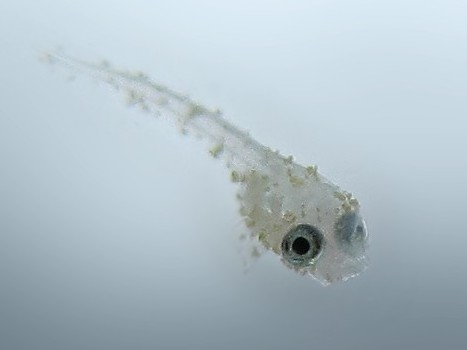
Aleví de quinze dies d'edat
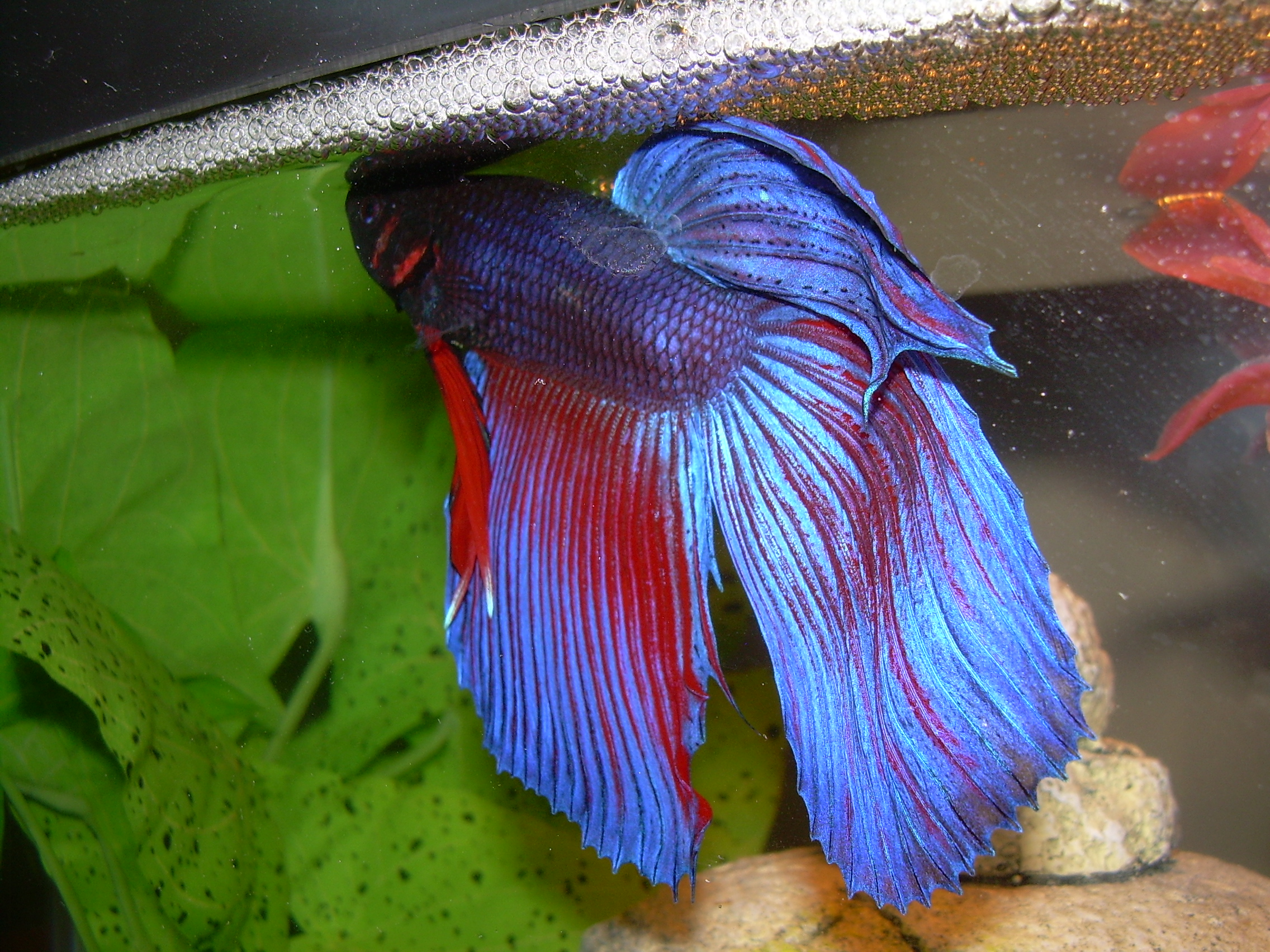
Exemplar amb un niu de bombolles
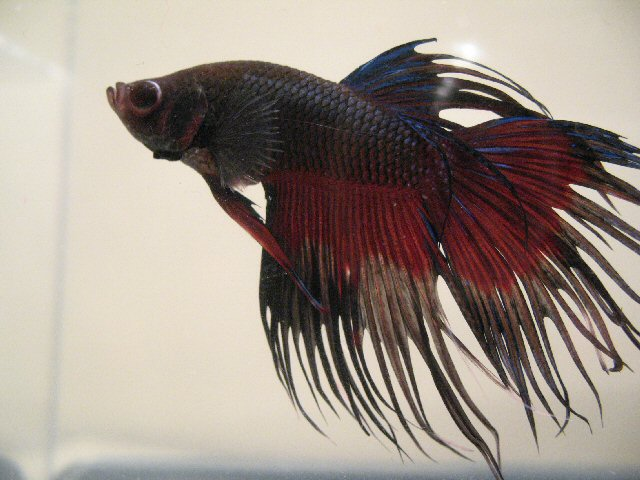
Un betta splendens crowntail
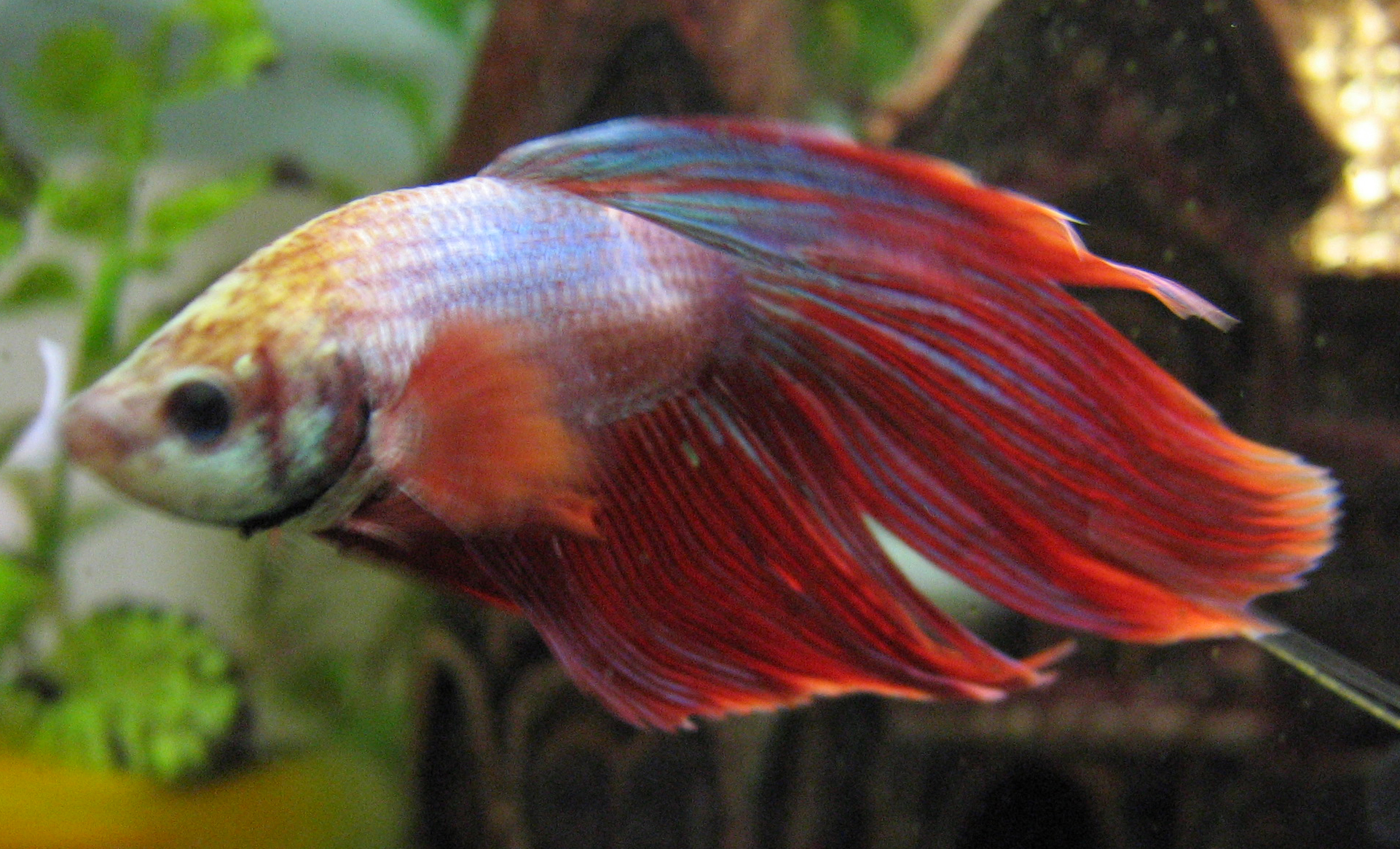
Batallaire en un aquari